# Língua yabem
Yabem ou Jabêm é uma língua Malaio-Polinésia, uma língua da Melanésia. falada por cerca de 2 mil pessoas em 1978 em Finschhafen, o extremo meridional da Península de Huon, Morobe (província), Papua-Nova Guiné, embora haja que veja evidências da língua se originado no litoral norte. O Yabem foi adotado como lingua franca local junto com a Kâte com propósito de educação evangélia por missionários da Igreja Luterana da Papua-Nova Guiné que chegaram em Simbang, vila onde se fala a língua, in 1885. Ali os missionários desenvolveram a forma do alfabeto latino para a língua e também um sistema escolar para educação da comunidade Yabem.
O status atual da linguagem é "Ameaçado", seus nomes alternativos incluem Laulabu, Jabem, Jabêm, Jabim, Yabim e Yabêm
.

## Uso da língua
Por volta de 939, era falada por cerca de 15 mil pessoas e entendida por umas 110 mil (conf. Zahn 1940). Na década após a Segunda Guerra Mundial, a rede de escolas da missão conseguiu educar 30.000 alunos usando Yabem como o meio de instrução (Streicher 1982). Depois, o uso de Yabem como lingua franca local foi substituído pelor Tok Pisin, que foi usado para conversação informal dia-a-dia sobre religião e negócios, e também pela língua inglesa, a qual era usada em situações mais formais, como educação e governo, já nos anos 50. O Yabem ainda é uma das línguas austronésias com muito material litúrgico inclusive original (não só traduções do Alemão ou do Fraancês e também dicionários e gramáticas. O Governo queria facilitar a assimilação dos valores e cultura ocidentais e também o acesso aos recursos superiores de ensino e, assim, o Inglês era mais eficiente para o ensino. De qualquer forma, a transição do uso de Kâte e Yabem, que línguas com origens locais, para Tok Pisin e Inglês, línguas com origens estrangeiras, afetou a dinâmica do povo e sua visão da língua e da igreja de uma forma levemente negativa
O Yabem compartilha um relacionamento próximo com as línguas de Kela e de Bukawa. Muitas pessoas que falam Bukawa também falam Yabem.

## Escrita
A língua Yaben usa uma forma do alfabeto latino sem as letras F, H, Q, R, V, X, Y, Z; apresenta adicionalmente as vogais acentuadas a Ê e Ô, as formas Mb, Nd, ŋg / ŋgw, ŋ e Gw, Kw;

## Fonologia

### Vogais
São sete os sons vogais do Yabem:
|               | Anterior | Central | Posterior |
| ------------- | -------- | ------- | --------- |
| Fechada       | i        |         | u         |
| Média fechada | ê        |         | ô         |
| Média aberta  | e        |         | o         |
| Aberta        |          | a       |           |

### Consoantes
A Consoante glotal oclusiva, escrita com um -c, é percebida somente no final de sílaba. As única outras consoantes que podem ocorrer no final de sílaba são as labiais e nasais: p, b, m, ŋ. A consoante líquida /l/ é percebida ou como a vibrante [ɾ] ou a leteral [l]. As restrições das estruturas silábicas são facilmente explicadas se libializadas e pre-nasalizadas forem consideradas como fonemas únicos e não encontros consonantais. Otto Dempwolff que muito influenciou a ortografia germânica missionária na Nova Guiné, aparentemente não sancionou a labialização das labiais, mas preferiu sinalizar o arredondamento das labiais na presença de uma vogal média arredondada (-o-  ou -ô-) entre a labial  e o núcleo da sílaba, como em  ômôêŋ 'você virá” vs. ômêŋ 'ele virá' ou ômôa 'você vai morarl' vs. ômac 'você vai adoecer' (conf. Dempwolff 1939). Comparem-se as ortografias das língua Sio e Kâte.
|                 | Bilabial       | Coronal | Velar    | Glotal |
| --------------- | -------------- | ------- | -------- | ------ |
| Oclusiva surda  | p / po-/pô-    | t       | k / kw   | -c     |
| Oclusiva sonora | b / bo-/bô-    | d       | g / gw   |        |
| Pre-nasalizada  | mb / mbo-/mbô- | nd      | ŋg / ŋgw |        |
| Nasal oclusiva  | m / mo-/mô-    | n       | ŋ        |        |
| Fricativa       |                | s       |          |        |
| Lateral         |                | l       |          |        |
| Aproximante     | w              | j       |          |        |

## Vocabulário
Devido à quantidade limitada de consoantes e vogais na linguagem Yabem, a pronúncia é fundamental para obter o significado correto. Em alguns casos, simplesmente mudar a tonicidade de uma letra pode mudar o inteiramente significado de uma palavra.
| Numeral | Significado            | IPA                                                      |
| ------- | ---------------------- | -------------------------------------------------------- |
| 1       | 'homem'                | ŋɑʔ                                                      |
| 2       | 'irmão de tua mãer'    | sa-m <sa- 'irmão da mãe' + -m 'teu'                      |
| 3       | 'ele/ela come'         | g-ɛŋ < g (ɛ) - 'sujeito 3ª pessoa singular'; -ɛŋ 'comet' |
| 4       | 'possum'               | moyaŋ                                                    |
| 5       | 'tua mãe'              | tena-m                                                   |
| 6       | 'Eu falei'             | ka-som                                                   |
| 7       | 'Eu caminhei'          | ka-seleŋ                                                 |
| 8       | 'eu vou cuidar'        | e-toloŋ                                                  |
| 9       | 'valores'              | awÁ                                                      |
| 10      | '(boca (dele/a'        | awÀ                                                      |
| 11      | 'fora'                 | awÉ                                                      |
| 12      | 'mulher'               | awÈ                                                      |
| 13      | 'corpo'                | olÍ                                                      |
| 14      | 'salário'              | olÌ                                                      |
| 15      | 'proibição'            | yaÓ                                                      |
| 16      | 'inimizade'            | yaÒ                                                      |
| 17      | 'manga'                | wÁ                                                       |
| 18      | 'crocodilo'            | wÀ                                                       |
| 19      | 'martelar'             | -sÁʔ                                                     |
| 20      | 'colocar acima'        | -sÀʔ                                                     |
| 21      | 'descuidado'           | paliŋ                                                    |
| 22      | 'muito longe'          | baliŋ                                                    |
| 23      | 'concha'               | piŋ                                                      |
| 24      | 'speech'               | biŋ                                                      |
| 25      | 'tudo de uma vez'      | tÍp                                                      |
| 26      | 'baque'                | dÌp                                                      |
| 27      | 'serviço'              | sakiŋ                                                    |
| 28      | 'Aposento da casa'     | sagiŋ                                                    |
| 29      | 'Eu chamei'            | ka-kÚŋ                                                   |
| 30      | 'Eu economizei (algo)' | ga-gÙŋ                                                   |
| 31      | 'Eu causei problemas'  | ka-kilÍ                                                  |
| 32      | 'Eu pisei sobre'       | ka-gelÌ                                                  |
| 33      | 'Eu habito'            | ga-m"À                                                   |

## Amostra de texto
Pai Nosso
Tamemai, taŋ gômoa undambê. Aômnêm ŋaê lau sênam dabuŋmaŋ. Ômôêŋ ôtu Apômtau ôtôm gamêŋgeŋ. Aômnêm biŋ êtu tôŋ aŋga nom amboac aŋga undambê. Ôkêŋ aêacma mo êtôm bêcgeŋŋa êndêŋ aêac êndêŋ oc tonec. Nêm tôp, taŋ gêc aêac naŋ, ôsuc ôkwi amboac aêac asuc ma tôp ôkwi gêdêŋ tauŋ. Ôwê aêac asa lêtôm atom. Ôjaŋgo aêac su aŋga gêŋ sec. Aôm Apômtau, aôm ŋaniniŋ to ŋajaŋa ma ŋawê ŋatau laŋgwa teŋgeŋ. Biŋŋanô.